# Rewa Football Club
El Rewa Football Club (comúnmente abreviado Rewa FC o simplemente Rewa) es un club de fútbol de la ciudad de Nausori, Fiyi. Actualmente participa en la Liga Nacional de Fútbol de Fiyi, la máxima categoría del fútbol en el país.

## Futbolistas
En toda su historia el Rewa tuvo jugadores de renombre nacional, como Pita Rabo, Veresa Toma o Simione Tamanisau.[cita requerida]

## Palmarés
- Liga Nacional de Fútbol de Fiyi: (1): 2022.
- Batalla de los Gigantes (9): 1994, 2003, 2004, 2010, 2011, 2014, 2015, 2017 y 2020.
- Copa de Fiyi (3): 2011, 2017 y 2018.
- Campeonato de Fútbol Interdistrital de Fiyi (9): 1938, 1939, 1943, 1944, 1947, 1955, 1972, 2001 y 2010.
- Supercopa de Fiyi (1): 2010.